# Heterophasia
Heterophasia es un género de aves paseriformes de la familia Leiothrichidae. Sus miembros son pájaros, conocidos comúnmente como sibias, que habitan en el sur de Asia. 
Anteriormente se consideraba un género monotípico, que incluía solo a la sibia colilarga (H. picaoides), pero después se incorporaron varias especies procedene del género Malacias y una de Leioptila (la sibia dorsirrufa).

## Especies
El género tiene las siguientes especies:
- Heterophasia annectens – sibia dorsirrufa;
- Heterophasia auricularis – sibia de Formosa;
- Heterophasia capistrata – sibia rufa;
- Heterophasia gracilis – sibia gris;
- Heterophasia melanoleuca – sibia dorsinegra;
- Heterophasia desgodinsi – sibia cabecinegra;
- Heterophasia picaoides – sibia colilarga;
- Heterophasia pulchella – sibia bonita.